# エジプト航空カーゴ
エジプト航空カーゴ（EgyptAir Cargo）はエジプトの貨物航空会社。エジプトのフラッグ・キャリアであるエジプト航空の貨物部門を担当している。ハブ空港はカイロ国際空港。2008年からエジプト航空カーゴの社名がより大きく入った新しい塗装を採用している。

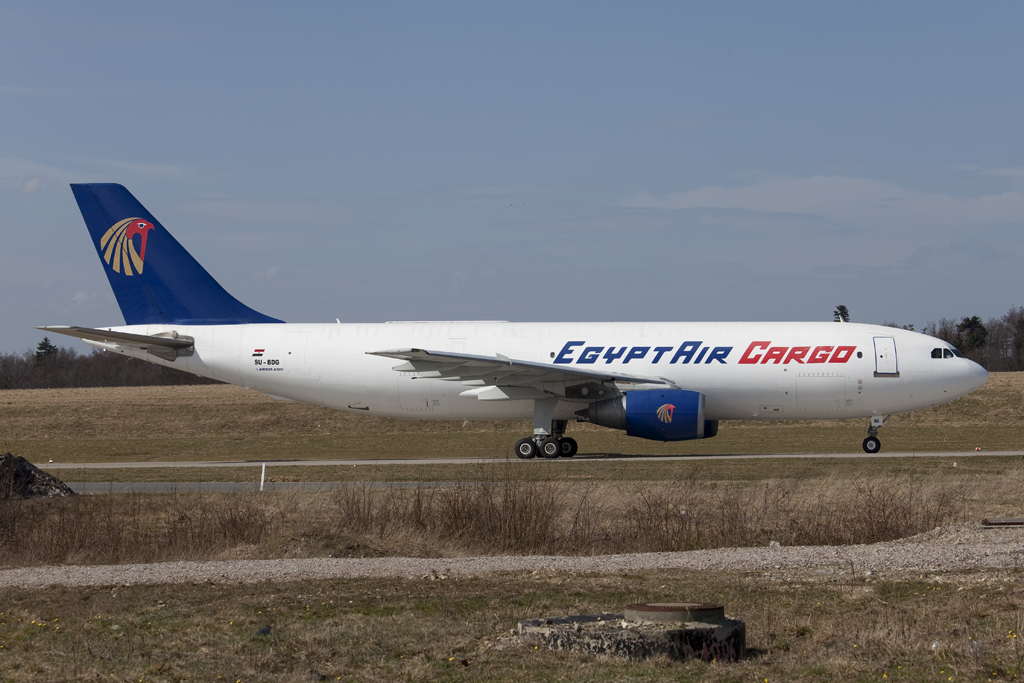
エアバス A300F

## 概要

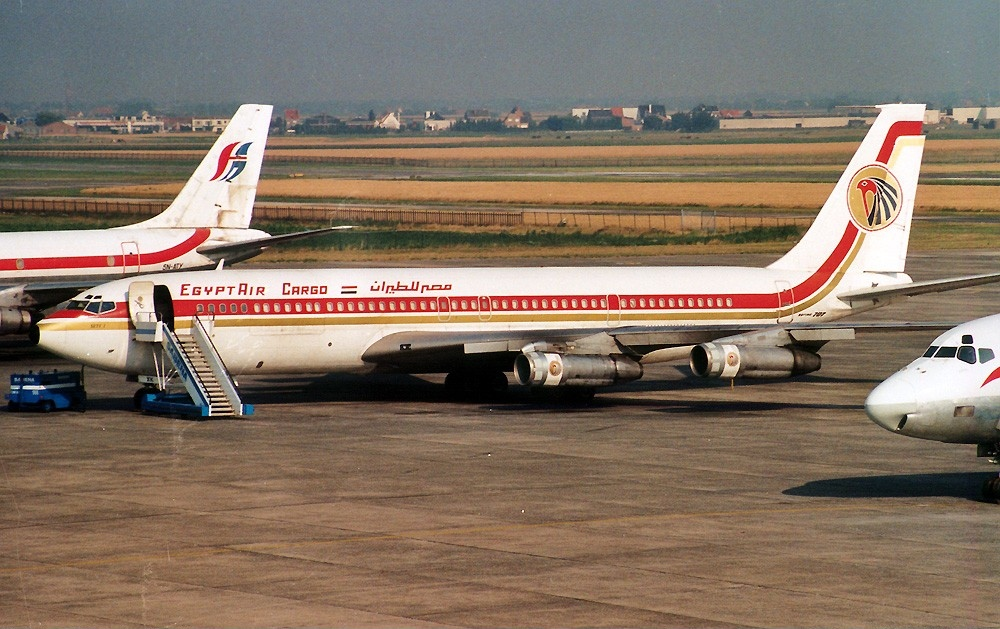
ボーイング707-366C

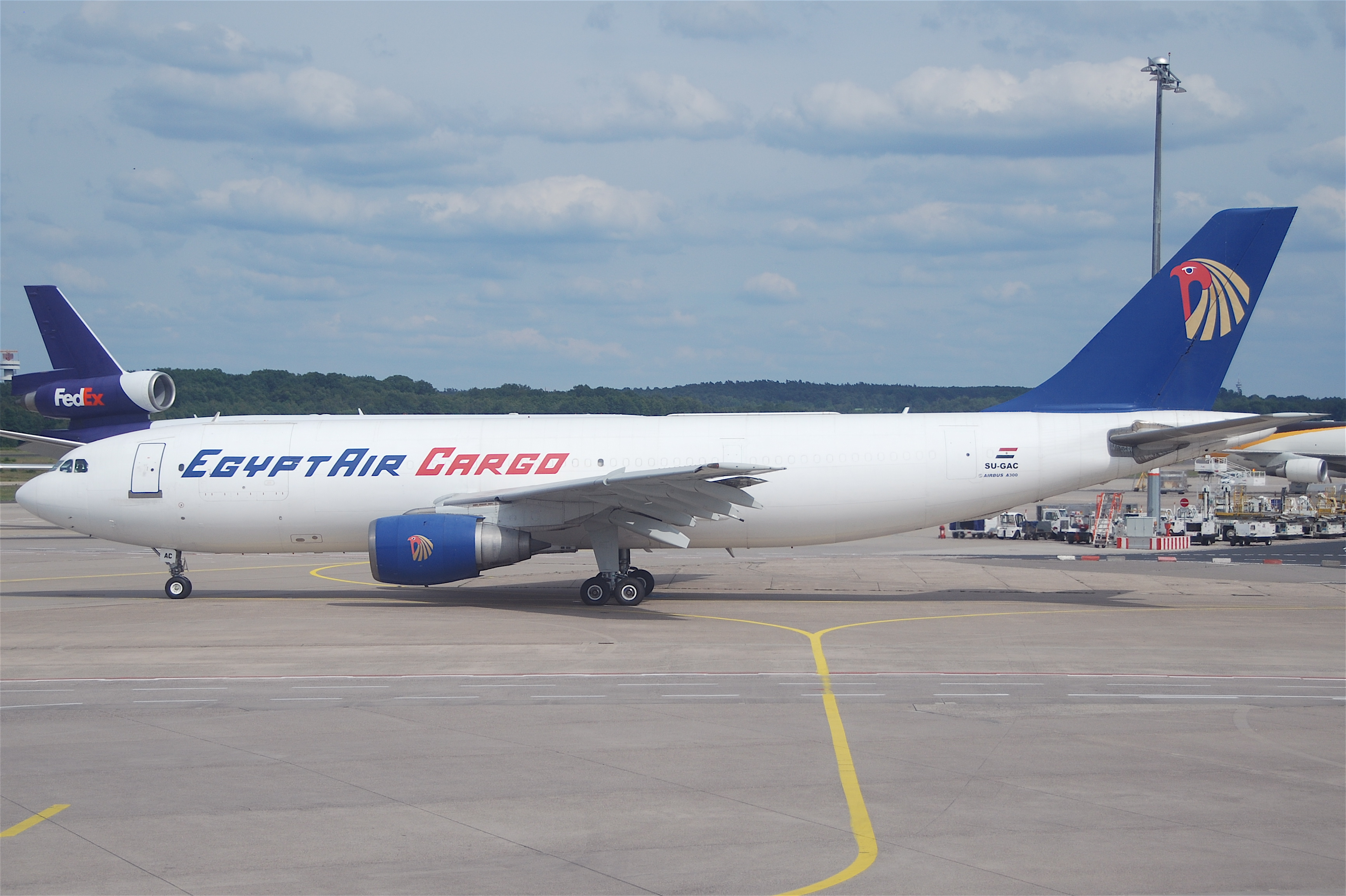
エアバス A300B4-203F

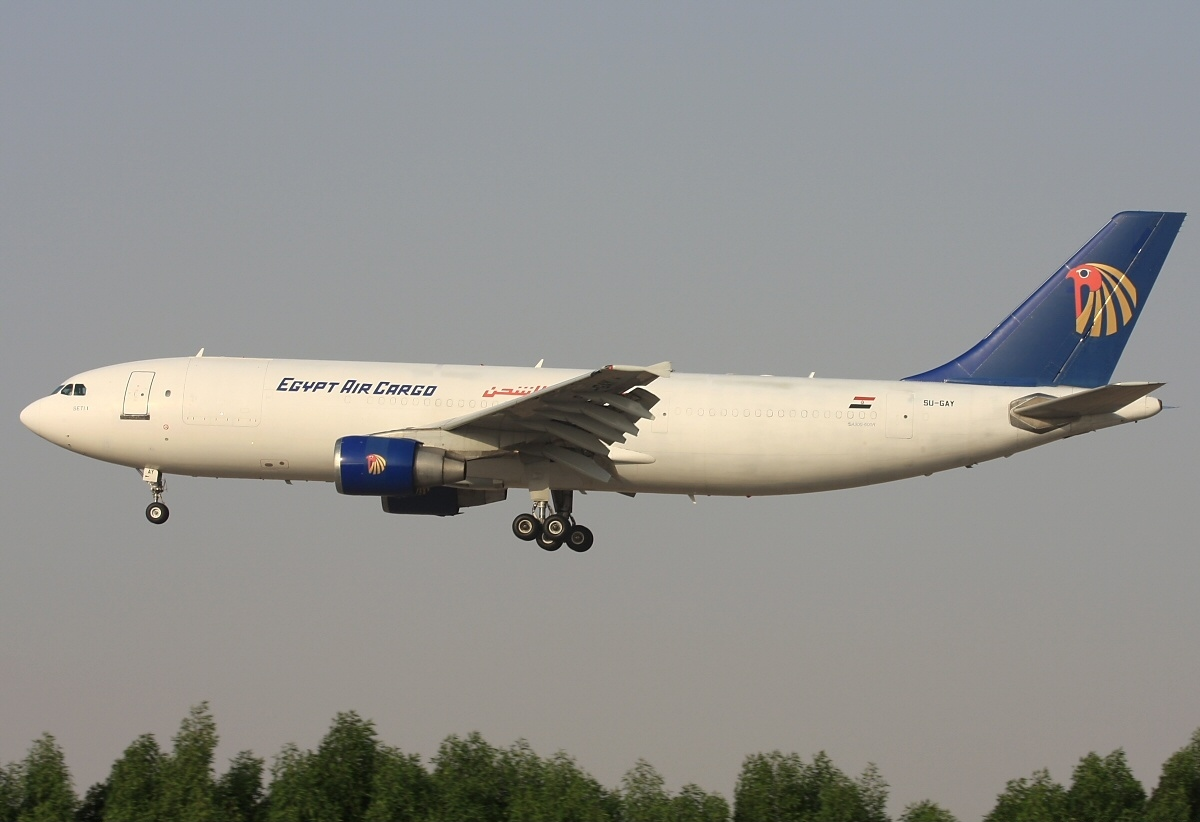
エアバス A300B4-622R

エジプト航空カーゴは2004年にエジプト航空が設立した7つの子会社の一つとしてエジプト航空エクスプレスなどと共に誕生した。現在は取扱貨物の拡大に向けてカイロ国際空港に新しい貨物ターミナルを建設する計画である。
現在エジプト航空カーゴが就航しているのは以下の都市。
- エジプト
  - カイロ
- アラブ首長国連邦
  - シャールジャ
- ドイツ
  - ハーン
  - オーステンデ

機材はいずれもエアバス社のエアバスA300-600RFとエアバスA300B4-203Fを2機ずつ使用している。